# Al Farabi

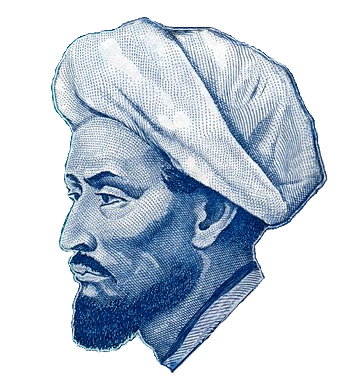
Al Farabi.

Farabi (arabiska al-Farabi), Abu Nasr Muhammed bin Muhammed bin Tarchan, även Alpharabus eller Alfarabi, född omkring 872, död 950, var en Persisk filosof och vetenskapsman
Historiker tvistar om hans härkomst; möjligen föddes han i dåvarande även kallad Farab  på hennes namn i kazakstan .[källa behövs] År 901 påbörjade sina högre studier i Bagdad och senare i Aleppo.
Al Farabi skrev ett utförligt verk som kommenterar det som skulle ha varit ett av Aristoteles verk. Senare uppdagades det att det rörde sig om ett nyplatonskt verk. Nyplatonska verk tillskrevs ofta Aristoteles då de översattes till arabiska under den här tiden.
Al Farabi utövade ett mycket stort inflytande inom ämnen som musik, matematik, medicin och filosofi. Han var starkt influerad av Aristoteles och nyplatonismen.
Al Farabi banade väg för Ibn-Sina (Avicenna) som föddes 30 år efter Al Farabis död. En kommentar av Aristoteles metafysiken skriven av just Al Farabi skulle komma att ge Ibn-Sina (Avicenna) en ledtråd in i Aristoteles värld. Al Farabi såg religionen som en slags symbolisk sanning. Han trodde inte på ödet, något som annars var en grundläggande tanke i den muslimska värld han tillhörde. Han anses ha varit tänkaren som skilt på logos i två olika grupper; idén och beviset.
Hans namn kan ha givit upphov till det portugisiska ordet 'alfarrábio' som betyder gammal tråkig eller tjock bok.
Asteroiden 7057 Al-Fārābī är uppkallad efter honom. Dessutom bär universitetet i Almaty hans namn.